# Dénes Dibusz
Dénes Dibusz, född 16 november 1990, är en ungersk fotbollsspelare (målvakt) som spelar för Ferencváros. Han representerar även Ungerns landslag.